# Stazione di Annone Veneto
Stazione di Annone Veneto vasútállomás Olaszországban, Veneto régióban, Annone Veneto településen.

## Vasútvonalak
Az állomást az alábbi vasútvonalak érintik:
- Treviso-Portogruaro-vasútvonal

## Kapcsolódó állomások
A vasútállomáshoz az alábbi állomások vannak a legközelebb: 
- Stazione di Motta di Livenza
- Stazione di Pramaggiore-Blessaglia